# ویکی‌پدیای بلاروسی
ویکی‌پدیای بلاروسی (نوین) نسخه‌ای از ویکی‌پدیا به زبان بلاروسی می‌باشد که در تاریخ ۱۲ اوت ۲۰۰۴ افتتاح شد و تا تاریخ ۲۶ اوت ۲۰۱۰ دارای ۲۲۹۰۰ مقاله بود و در رتبه ۷۰ قرار داشت.
تا تاریخ ۱۲ سپتامبر ۲۰۱۱ این دانش‌نامه با بیش از ۳۲٬۶۰۰ مقاله در رتبهٔ شصت‌وهشتم ویکی‌پدیاها قرار دارد.